# Metaphrynella sundana
Metaphrynella sundana is een kikker uit de familie smalbekkikkers (Microhylidae). De kikker komt voor in regenwouden van de Grote Soenda-eilanden.

## Uiterlijke kenmerken
Metaphrynella sundana is een kleine, gespierde kikker. Het mannetje heeft een lichaamslengte van 19 tot 22,5 millimeter. Het vrouwtje wordt iets groter en kan een lengte van 25 millimeter bereiken. De kleur varieert van licht- tot donkerbruin, met donkere vlekken op de bovenzijde. Sommige exemplaren hebben donkere dwarsbanden op de ledematen. Aan de onderzijde zijn sommige kikkers effen gekleurd of hebben witte of donkere vlekjes.
De huid is bedekt met tuberkels (knobbels); de grootste tuberkels bevinden zich op de flanken. De ledematen zijn relatief klein en de kop is net zo breed als dat hij lang is. De spitse snuit is langer dan de diameter van het oog. Het trommelvlies is verbogen achter een huidplooi die loopt van de ogen tot de oksels. De tenen hebben grote zwemvliezen en vergrote tuberkels voor een goede grip. De mannetjes hebben kwaakblazen in gleuven aan beide zijden van hun bek.

## Gedrag en leefwijze
Metaphrynella sundana is een terrestrische kikker die leeft in regenwouden. Het mannetje zoekt een met water gevulde boomholte (een phytotelma) uit van een hoogte van een tot vijf meter boven de grond. Vervolgens lokt hij een vrouwtje met een korte, laagfrequente lokroep, die akoestisch wordt versterkt in de holte. Na de paring legt het vrouwtje haar eieren in de boomholte, waarop de kikkervissen zich in het water ontwikkelen.

## Verspreiding en leefgebied
De kikker heeft een groot verspreidingsgebied op het eiland Borneo in Zuidoost-Azië en komt er in grote aantallen voor in regenwouden tot op een hoogte van 700 meter boven zeeniveau. Een exemplaar is gevonden in het noorden van het nabijgelegen eiland Sumatra.

### Beschermingsstatus
Metaphrynella sundana komt in voor in een aantal beschermde reservaten op Borneo. Ook het in Sumatra gevonden exemplaar bevond zich in een beschermd gebied. M. sundana wordt dankzij zijn relatief grote verspreidingsgebied en de grootte van de populatie beschouwd als een niet bedreigde diersoort (LC of Least Concern) op de Rode Lijst van de IUCN.